# Tomasz Niewiadomski (rysownik)
Tomasz Niewiadomski (ur. 24 stycznia 1971) – polski grafik, twórca komiksów. Studiował w Europejskiej Akademii Sztuk w Warszawie, wydział grafiki (1997 – dyplom z wyróżnieniem).
Stworzył postać Ratmana i Nerwolwera.
Współpracował z takimi pismami jak Nowa Fantastyka (debiut Ratmana 1994), Newsweek Polska, Życie.

## Wybrana bibliografia

### Albumy i zbiory[1]
- Ratman. O obrotach dział niebieskich (wydawnictwo Kultura Gniewu, 2003)
- Ratman. Marsjanie z globalnej wioski (wydawnictwo Nowy Świat, 2004)
- Nerwolwer. Wypił o jedną lufę za dużo (wydawnictwo Zin Zin Press, 2004)
- Ratman. Terror na wizji (wydawnictwo Karton, 2010)
- Ratman. Gdzie jest Lord kox? (wydawnictwo Centrala, 2014)
- Ratman. Kilka krótkich historii (2016)
- Morze pomysłów scen. Grzegorz Janusz, rys. Tomasz Niewiadomski (Biblioteka Uniwersytecka w Poznaniu, 2016)

### Antologie[2]
- Kapitan Żbik. Wesoły finał (2002)
- Antologia piłkarska. Wszystko, co chcielibyście wiedzieć o piłce... (Kultura Gniewu, 2006)
- 44 (Muzeum Powstania Warszawskiego, 2007)
- Koziołek Matołek. Antologia 75 lat Koziołka Matołka (Europejskie Centrum Bajki, Łódzki Dom Kultury, 2008)
- Powstanie ’44 (Egmont, 2009)
- W sąsiednich kadrach. Polacy i Czesi o sobie w komiksie (Centrala, 2009)
- W hołdzie Szarlocie Pawel (Stowarzyszenie Twórców Contur, 2011)
- Profanum #1 (Timof imprint Dolna Półka, 2012)
- Lisica i Wilk. Komiksy inspirowane literaturą rosyjską (Smak Słowa, 2014)

## Wystawy
- Koniec latających talerzy - wystawa zbiorcza rysowników Nowej Fantastyki, Muzeum Karykatury im. Eryka Lipińskiego, Warszawa, 1996[3]
- 20 lat Ratmana - wystawa indywidualna w ramach Międzynarodowego Festiwalu Kultury Komiksowej LIGATURA, Tłusta Langusta, Poznań, 2014[4]
- Komiks i Satyra - wystawa prac Janusza Christy, Tadeusza Baranowskiego, Tomasza Niewiadomskiego - wystawa zbiorcza w ramach Festiwalu Kultury Popularnej DwuTakt, Galeria Artus w Dworze Artusa, Toruń, 2016[5]
- La bande dessinée polonaise au Festival d'Angoulême - wystawa zbiorowa, Le Pavillon d'Angoulême, 2022[6]

## Nagrody
- I nagroda w kategorii profesjonalistów w konkursie MFKiG za pracę A.D. 2019, 2005[7]
- Wyróżnienie w konkursie „Komiks orbitalny”, zorganizowanym z okazji obchodów 540. rocznicy urodzin Mikołaja Kopernika za komiks „Moc kosmosu” (scen. Grzegorz Janusz)[8]